# Enostavni supernaturalizem
Enostavni supernaturalizem je verovanje, ki ga najpogosteje srečamo v predindustrijskih družbah. Ljudje teh družb vidijo v naravnih pojavih in predmetih silo (»mana«), ki pozitivno ali negativno vpliva na njihovo življenje. Mana nima konkretnih značilnosti, je popolnoma razpršena, brezoblična in različna od duhov in božanstev. Ljudje poskušajo pridobiti naklonjenost mane z različnimi rituali, ki so zelo blizu magiji.